# Steven Mahieu

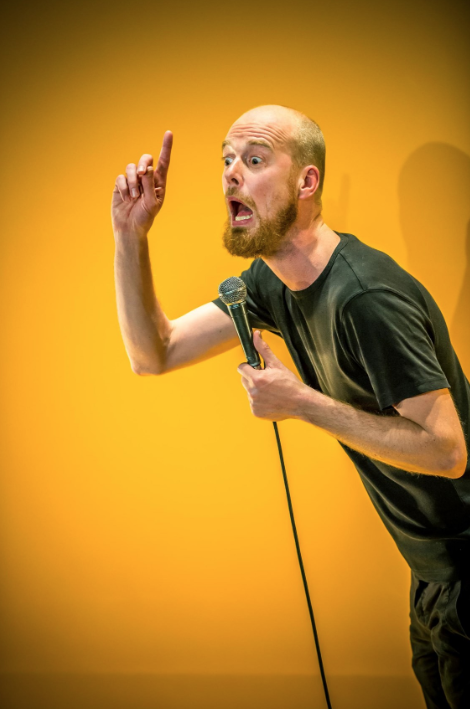
Steven Mahieu live in de Minardschouwburg te Gent

Steven Mahieu (Oostende, 19 februari 1981) is een Vlaamse stand-upcomedian.

## Biografie
Mahieu volgde elektromechanica in het VTI van Brugge om vervolgens maatschappelijk werk te studeren aan de Arteveldehogeschool in Gent. Na zijn studies ging hij in de Brugse Poort wonen. Hij werkte als maatschappelijk assistent en even voor Graffiti Jeugddienst, maar besloot vanaf 2010 om zich voltijds op comedy te concentreren.
Als student volgde hij een workshop improvisatietheater en ging na een cursus bij Nigel Williams voor het eerst het podium op. In april 2008 eindigde hij derde in de 123 comedy Award. In 2009 won hij de publieks- en juryprijs op de Gaga Cup. In 2011 was hij te zien in Comedy Casino en Comedy for life en won de publieks- en juryprijs op Humorologie.
In 2011 ging hij in première met zijn eerste show 'Mahieustueus', onder regie van Han Coucke. Deze show werd goed onthaald door de pers, die Steven Mahieu als beloftevolle nieuweling binnen de Vlaamse Comedy verwelkomde. In 2014 bracht Mahieu zijn tweede zaalshow: 'Maniak', opnieuw onder regie van Han Coucke. Hiervoor verzorgde collega comedian Lukas Lelie het voorprogramma. Voor deze show kreeg Steven vier sterren van De Standaard, De Morgen en De Redactie. In 2017 kwam hij met zijn derde zaalshow: 'Zonder Filter', met Karel Ghyoot als voorprogramma en onder regie van theatermaker Arne Sierens. Deze show werd door VRT NWS omschreven als het beste wat hij in tien jaar tijd gemaakt heeft, en kreeg opnieuw vier sterren in De Standaard.
In 2019 ging hij in première met zijn vierde zaalshow 'Full Contact tour', met Hans Cools als voorprogramma. Ook deze show werd met vier sterren onthaald door De Standaard.
De comedy van Steven Mahieu wordt gekenmerkt door zijn uitgesproken energieke en heftige stijl. Hij heeft de voorkeur voor levensbeschouwelijke thema's, die hij op humoristisch filosofische wijze bestudeert. Zijn comedy gaat vaak over leven, dood en liefde.

## Shows
- 2010-2012: Mahieustueus (regie: Han Coucke)[2]
- 2014: Maniak (regie: Han Coucke)[3]
- 2017: Zonder Filter (regie: Arne Sierens)[4]
- 2019: Full Contact Tour[5]

## Filmografie
- 2022: Chantal - Arne Goedvriendt